# Gianluca Sironi
Gianluca "Luca" Sironi (Merate, Llombardia, 28 de juny de 1974) va ser un ciclista italià, que fou professional entre 1997 i 2005. La seva principal victòria fou ser el Campió del món de contrarellotge sub-23.

## Palmarès
- 1996
  -  Campió del món de contrarellotge sub-23
  - 1r al Gran Premi Raiffeisen
  - Vencedor de 2 etapes al Giro de les regions
  - Vencedor d'una etapa del Baby Giro

### Resultats al Giro d'Itàlia
- 1998. Fora de control
- 1999. 71è de la classificació general
- 2004. 77è de la classificació general

### Resultats a la Volta a Espanya
- 2003. 140è de la classificació general